# Dinotrema monstrosum
Dinotrema monstrosum är en stekelart som beskrevs av Robert A.Wharton 2002. Dinotrema monstrosum ingår i släktet Dinotrema och familjen bracksteklar. Inga underarter finns listade i Catalogue of Life.